# Dendrophilus pygmaeus
Dendrophilus pygmaeus är en skalbaggsart som först beskrevs av Carl von Linné 1758.  Dendrophilus pygmaeus ingår i släktet Dendrophilus och familjen stumpbaggar. Arten är reproducerande i Sverige. Inga underarter finns listade i Catalogue of Life.